# Osroene
|  | Per a altres significats, vegeu «Osroene (província romana)». |

Osroene (Osrhoene) o Regne d'Edessa fou un regne a la part nord-oest de Mesopotàmia entre l'Eufrates i el Tigris entre els anys 137 aC i 249 dC quan fou conquerida i integrada a l'Imperi Romà com una província d'Osroene. En la seva màxima expansió el regne va arribar a Melitene pel nord, Nísibis per l'est, Seugma a l'oest i Sindjar i Haran al sud-est.

## Antecedents
El nom d'Osroene se suposa que ve de Esro Ayne que vol dir "Deu caps" i fou fundat suposadament per caps assiris (regne de Esroyo). La capital fou Urhai o Edessa, actualment Urfa. El consell de caps va quedar sotmès als babilonis, aquemènides i selèucides, essent només un poder local estratègicament situat.

## Bir
Bir fou una regió de Mesopotàmia que és esmentada entre totes aquelles a les que Salmanassar I d'Assíria va fer expedicions. En concret va ser la quarta expedició, que caldria situar entre 1270 i 1260 aC. Se situaria al sud d'Urfa (moderna Şanlıurfa) o Edessa i correspondria per tant a la clàssica Osroene.

## Història
El 137 aC Aryu bar Hawuy (o bar Djewye) va fundar una dinastia local (anomenada de Bar Hawuy però més coneguda com la dinastia dels Abgar, nom que van portar deu dels seus reis) i va deixar de pagar tribut als selèucides. El nom Aryu era un nom siríac que vol dir Lleó el que suggereix un origen combatent. Els selèucides probablement van restablir el seu domini breument vers el 132 aC; el 122 aC el rei Abdu bar Mazur es va declarar vassall de l'Imperi Part, però aquest imperi, altament descentralitzat, no va intervenir quasi (que se sàpiga) en els afers del regne.
El 85 aC el rei Abgar I va reconèixer la sobirania de Tigranes II d'Armènia el gran que va durar fins al 67 aC, en què, derrotat Tigranes, el regne va esdevenir independent i es va acostar altra vegada a l'Imperi Part, la influència del qual va ser bastant forta al regne. Plini el vell diu que els seus habitants eren àrabs i dona al seu rei el títol de filarca o toparca dels sarraïns. Abgar II fou aliat de Pompeu i va conduir a Crassus a una posició desfavorable en la guerra contra els parts, a consequencia del que el romà fou derrotat.
Abgar V contemporani de Jesús va estar a Zeugma l'any 49 per donar la benvinguda a Meherdates designat pels romans per ocupar el tron de Pàrtia però era secretament partidari de Gotarces II, i el va retenir a Edessa força temps i no el va deixar sortir fins a l'hivern, i llavors el va enviar per les muntanyes d'Armènia, passant per Niniveh i la riba esquerra del Tigris, en lloc de marxar directament contra Selèucia del Tigris i Ctesifont. Gotarces, posat al corrent per Abgar, va sorprendre a Meherdates prop de Niniveh i el va derrotar i fer presoner i llavors li va fer tallar les orelles, cosa que inhabilitava per a ser rei.
Abgar VII va comprar el seu tron als parts per una gran quantitat de diners; els seus delegats van presentar regals a Trajà a Antioquia de l'Orontes el 114 i van declarar la lleialtat del rei excusant el seu retard pel temor de les represàlies dels parts: Quan Trajà va entrar a Edessa va rebre el títol d'Arabicus i 250 cavalls de regal a més de contingents de cavallers i armament, i Abgar fou confirmat en el seu regne i aliat romà; en canvi el seu rival, el filarca d'Antemúsia, fou deposat i el seu territori annexionat a l'Imperi. Quan Trajà va retornar a occident després d'ocupar Ctesifont, Abgar es va unir a la revolta general, expulsant a la guarnició romana. En revenja els romans van assolar Edessa i probablement Abgar va morir a les lluites (116).
Després de l'evacuació romana de la regió el 117 els romans van nomenar un rei fidel que va ser l'arsàcida Partamaspades, des de llavors client de Roma mentre el parts afavorien un candidat seu de nom Yalud. El 123 la dinastia dels Agbar va tornar al poder i es va consolidar i des de llavors fou lleial a Roma. Un membre de la casa reial d'Osroene, Sohemo, que era senador i cònsol romà, va arribar a ser rei d'Armènia vers el 140 i fins al 161 i després altra vegada vers el 163 fins a una data no coneguda. Sota Marc Aureli els parts van iniciar una ofensiva contra Roma, i el rei Manu VIII fou substituït (163) per Wael ibn Sharu, que va emetre moneda amb el rostre del rei de Pàrtia. Els romans van assetjar Edessa el 165 i els ciutadans van matar a la guarnició dels parts i van obrir les portes als romans; Manu VIII fou restaurat com a rei amb el malnom de Filoromà (Philorhomaios)
A la guerra civil del 193-194 Osroene va donar suport a Pescenni Níger, governador de Síria, que va signar un tractat de pau amb els parts, però fou derrotat seguidament per Septimi Sever (emperador 193-211). El 194 Abgar VIII junt amb el rei d'Adiabene va atacar Nísibis, però fou deposat per Septimi Sever vèncedor de la guerra civil; després de l'administració d'un procurador Abgar va tornar al tron ara convertit en un element romanitzat i favorable a Roma; els seus fill foren ostatges a Roma i després de la derrota dels parts el 197-198 Osroene fou declarat un regne client i Abgar va rebre el títol de rei de reis; va visitar Roma després del 204. Després del 194 amb els territoris conquerits pels romans a l'est d'Osroene i probablement també una part del mateix regne es va formar la província romana d'Osroene (Septimi Sever va crear dos províncies més enllà de l'Eufrates), mentre Agbar VIII el gran va conservar el poder a la resta, als territoris que els romans anomenaren regne d'Agbar. El límit del regne devia estar, segons una inscripció, a la fortalesa de Eski Hasr a 70 km al nord-oest d'Edessa.
Abgar Sever el seu successor fou deposat per Caracal·la segurament el 214 acusat de crueltat amb el seu poble i la ciutat d'Edessa fou declarada colònia romana. Hi va haver dos reis més que van portar el títol però ja no tenien poder. El rei Abgar IX (vers després del 214) era patró del mestre gnòstic Bardesanes que va tenir un paper important a la cort durant els següents anys. El 242 es va establir un governador romà i el darrer rei se'n va anar a viure a Roma. Entre el 242 i el 249 els romans van annexionar el regne que fou incorporat a la província d'Osroene. A Notitia Imperatium, la província és esmentada com governada per praeses

## Administració
El rei era la màxima autoritat seguit dels pasgriva (part: pasagriw); un noble governava la zona fronterera oriental ocupada pels àrabs nòmades i portava el títol d'arabarchos tenint l'encàrrec de protegir Edessa d'atacs beduïns; l'administració de la ciutat estava en mans del nihadra (part naxwadhar o noxadhar), on l'orde el mantenien els geziraye i hi havia altres funcionaris. El rei governava auxiliar per un consell d'ancians; els caps dels clans o filarques tenien cadascun un districte de la ciutat i el seu cap era l'arcont.

## Cristianisme
La tradició fa a un rei Abgar, suposadament Abgar V, però més probablement Abgar VII, el primer rei que va adoptar el cristianisme com a religió pròpia i de l'estat, degut a una curació miraculosa. Probablement el cristianisme va entrar a la regió a finals del segle I i estava prou introduït a finals del segle ii, i se sap que una església cristiana fou destruïda a les inundacions del 216.

## Llista de reis
- Aryu bar Hawyu 137-127 aC
- Abdu bar Mazur 127-120 aC
- Fardhasht bar Gebau 120-115 aC
- Bakru I bar Fardhasht 115-112 aC
- Bakru II bar Bakru 112-94 aC
- Manu I i Bakru II 94 aC
- Bakru II i Abgar I Piqa 94-92 aC
- Abgar I Piqa 94-68 aC
- Abgar II bar Abgar 68-53 aC
- Tron vacant 53-52 aC
- Manu II Aloho 52-34 aC
- Faquri (Paqor) 34-29 aC
- Abgar III 29-26 aC
- Abgar IV Sumaqa 26-23 aC
- Manu III Saflul 23-4 aC
- Abgar V Ukkama bar Manu 4 aC-7 dC
- Manu IV bar Manu 7-13
- Abgar V Ukkama bar Manu (segona vegada) 13-50
- Manu V bar Abgar 50-57
- Manu VI bar Abgar 57-71
- Abgar VI bar Manu 71-91
- Sanatruk 91-109
- Abgar VII bar Ezad 109-116
- Tron vacant 116-118
- Yalud (Yalur) 118-122
- Frantsafat (Partamaspades de Pàrtia 116-117) 118-123 (sol 122-123)
- Manu VII bar Ezad 123-139
- Manu VIII bar Manu 139-163
- Wael bar Sahru 163-165
- Manu VIII bar Manu (segona vegada) 165-177
- Abgar VIII bar Manu el Gran, 177-212
- Abgar IX Severus bar Abgar, 212-214
- Abgar X Severus Rabo Bar Abgar 214-216
- Manu IX bar Abgar Rabo, 214-242
- Abgar X Farhat bar Manu, vers 242-244